# Krakovski gozd
Krakovski gozd este o arie protejată (arie specială de conservare — SAC, sit de importanță comunitară — SCI) din Slovenia întinsă pe o suprafață de 3.418,52 ha, integral pe uscat.

## Localizare
Centrul sitului Krakovski gozd este situat la coordonatele 45°53′10″N 15°23′50″E / 45.8862°N 15.3973°E.

## Înființare
Situl Krakovski gozd a fost declarat sit de importanță comunitară în aprilie 2004 pentru a proteja 13 specii de animale. Situl a fost protejat și ca arie specială de conservare în februarie 2012.

## Biodiversitate
Situată în ecoregiunea continentală, aria protejată conține 1 habitat natural: Păduri mixte riverane de Quercus robur, Ulmus laevis și Ulmus minor, Fraxinus excelsior sau Fraxinus angustifolia, de-a lungul marilor râuri (Ulmenion minoris).
La baza desemnării sitului se află mai multe specii protejate:
- amfibieni (2): izvoraș-cu-burta-galbenă (Bombina variegata), Triturus carnifex
- mamifere (1): castor (Castor fiber)
- nevertebrate (4): fluturele-tigru (Callimorpha quadripunctaria), Carabus variolosus, croitorul mare al stejarului (Cerambyx cerdo), Unio crassus
- pești (6): Barbus meridionalis, zvârluga (Cobitis taenia), zglăvoacă (Cottus gobio), Eudontomyzon spp., țipar (Misgurnus fossilis), boarță (Rhodeus sericeus amarus)